# Крістіан Фрідрих Тік
Крістіан Фрідріх Тік (нім. Christian Friedrich Tieck 14 серпня 1776, Берлін — 24 травня 1851, Берлін) — видатний представник берлінської скульптурної школи XIX століття, спеціалізувався на скульптурних портретах і зробив великий внесок в оформлення багатьох споруд архітектора Карла Фрідріха Шинкеля.

## Біографія
Тік походив з родини ремісників. Батько Тіка, канатний майстер, був освіченою людиною і володів невеликою домашньою бібліотекою з творами епохи Просвітництва. Батьки подбали про те, щоб їхні сини Крістіан Фрідріх і його старший брат Людвіг, який став згодом відомим письменником, навчалися в берлінській гімназії. Шість років Тік навчався у скульптора Генріха Беткобера і навчався малюванню в Берлінській академії мистецтв. Після закінчення навчання Тік працював в майстерні Шадова. Завдяки рекомендації Шадова Тік отримав невелику стипендію для поїздки в Італію, але через війну з Наполеоном опинився в Парижі, де поступив в майстерню Жака-Луї Давида, де копіював давньогрецькі і давньоримські зразки.
За рекомендацією Гумбольдта у 1801 році Тік опинився у Веймарі, де створив певною мірою ідеалізований бюст Йоганна Вольфганга Гете. У Єні Тік познайомився з братами Шлегелями, які дружили з його братом Людвігом. Взимку 1801 року Тік повернувся до Берліну, де успішно виконав не менше шести замовлень на портретні бюсти. Тік відмовився від замовлення на портрет королеви Луїзи, оскільки не хотів змагатися зі своїм учителем Йоганном Шадовим, який до цього часу вже створив бюст Луїзи і знамениту скульптурну групу «Принцеси». Повернувшись потім у Веймар, Тік приступив до роботи над серією портретів для міського палацу великого герцога Саксен-Веймар-Ейзенахского. У лютому 1803 року у Тіка трапився короткий пристрасний роман з успішною одруженою на той момент письменницею Шарлоттою фон Алефельд.
У 1803 році Тік знаходився періодично в Берліні, але також побував в Відні, Мюнхені та нарешті в Італії. У Римі Тік вивчав класичні зразки, але незабаром став приймати замовлення і виготовив цілу низку портретів, в тому числі Олександра фон Гумбольдта, який нещодавно повернувся з Америки. Навесні 1809 року Тік прибув до Швейцарії, де працював над портретом філософа Фрідріха Шеллінга. У 1811 році Тік повернувся в Рим, де познайомився з берлінським скульптором Крістіаном Даніелем Раухом і разом з ним відкрив майстерню.
У 1819 році Тік повернувся в Берлін і працював в одній майстерні з Раухом. У 1820 році Тік отримав звання професора прусської академії мистецтв. Його великим самостійним проектом стало скульптурне оформлення драматичного театру на Жандарменмаркт.
Про особисте життя Тіка відомо мало. Проте, його пізній шлюб став скандалом: у 70 років Тік одружився з заможною молодою жінкою 20 років. Один з його кредиторів таким чином сподівався отримати свій борг. Шлюб був незабаром розірваний, і Тік помер на самоті.